# 1854
1854 (MDCCCLIV) je bilo navadno leto, ki se je po gregorijanskem koledarju začelo na nedeljo, po 12 dni počasnejšem julijanskem koledarju pa na petek.

## Rojstva
- 1. januar - James George Frazer, škotski socialni antropologija|antropolog in religiolog († 1941)
- 24. januar - Paul Gerhard Natorp, nemški novokantovski filozof († 1924)
- 9. marec - Jožef Margitaj, slovenskega rodu hrvaško-madžarski učitelj, novinar, pisatelj, madžaronski propagandist († 1934)
- 29. april - Henri Poincaré, francoski matematik, filozof († 1912)
- 23. september - Charles Soret, švicarski fizik in kemik († 1904)
- 16. oktober - Karl Kautsky, nemški teoretik socialne demokracije († 1938)
- 8. november - Johannes Rydberg, švedski fizik († 1919)
- 12. december - Georges Vacher de Lapouge, francoski rasistični antropolog († 1936)
- 23. december - Victoriano Huerta, mehiški general, predsednik Mehike († 1916)

## Smrti
- 6. julij - Georg Simon Ohm, nemški fizik (* 1789)
- 20. avgust - Friedrich Wilhelm Joseph von Schelling, nemški filozof (* 1775)